# سفارة رومانيا في المملكة المتحدة
سفارة رومانيا في المملكة المتحدة هي أرفع تمثيل دبلوماسي لدولة رومانيا لدى المملكة المتحدة. تقع السفارة في ساوث كنزنغتون وهي تهدف لتعزيز المصالح الرومانية في المملكة المتحدة.

## وصلات خارجية
- قائمة سفارات رومانيا
- قائمة السفارات في المملكة المتحدة